# Aspalathus tridentata
Aspalathus tridentata är en ärtväxtart som beskrevs av Carl von Linné. Aspalathus tridentata ingår i släktet Aspalathus och familjen ärtväxter.

## Underarter
Arten delas in i följande underarter:
- A. t. fragilis
- A. t. rotunda
- A. t. staurantha
- A. t. tridentata